# Fire of Anatolia

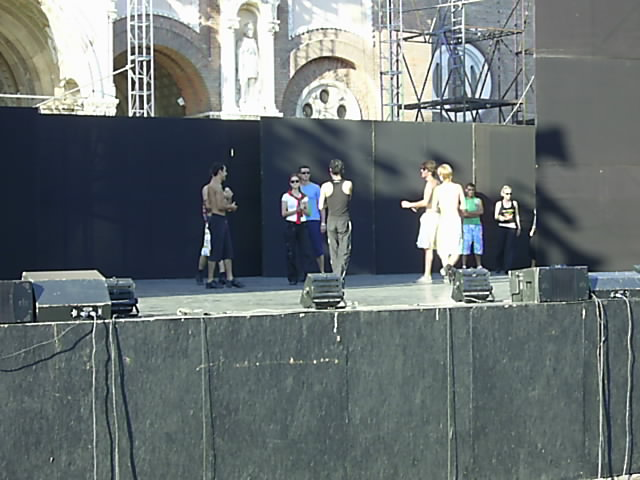
Fire of Anatolia-Probe in Szeged

Fire of Anatolia (türkisch Anadolu Ateşi) ist eine türkische Musik- und Tanzgruppe. Die Gruppe besteht aus 90 Frauen und Männern, diese erzählen die anatolische Geschichte in einer Synthese aus Tanz, Folklore und Theater.
Die Gruppe wurde 1999 als Sultans of the Dance gegründet und trat seither in über 2750 Shows in 75 Ländern auf (15 Mio. Zuschauer). Fire of Anatolia war die erste Tanzgruppe, die in der Große Halle des Volkes auftrat, sowie im historischen Theater in Bodrum, in dem 2300 Jahre niemand mehr gespielt haben soll.
Die Gründer der Gruppe waren zwei Brüder, Mustafa Erdoğan und Yılmaz Erdoğan.

## Diskografie
- 2002: Fire of Anatolia (noch als Sultans of the Dance)
- 2004: Anadolu Atesi